# Pompa circense

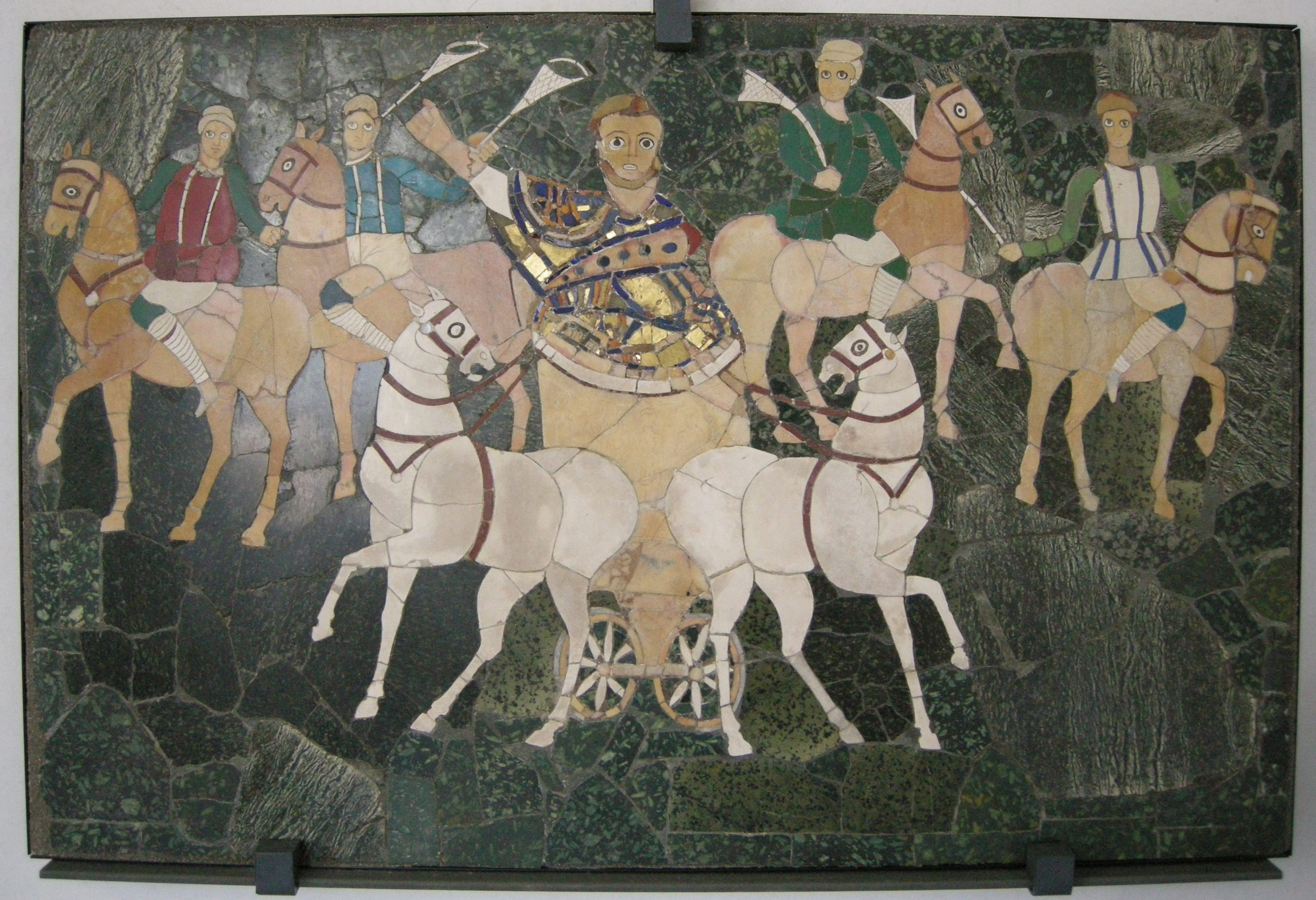
El magistrado presidente de la pompa circense cabalga en un carro llevado por dos caballos. Detrás de él están los nobles jóvenes que lideran la parada en caballos (opus sectile del siglo de la Basílica de Júnio Basso)

La Pompa circense (en latín: pompa circensis, 'parada del circo'), fue una procesión que precedió a los juegos oficiales realizados en el circo como parte de los festivales religiosos y otras ocasiones en la Antigua Roma. Era similar a la procesión triunfal, y se presume que tuvo correlaciones con ésta, aunque es igualmente plausible la teoría de una creación por medio de la congregación de elementos romanos, griegos y etruscos. Iniciando en el Capitolio, atravesó una ruta predeterminada hacia el Circo Máximo, donde se realizaban los Juegos Circenses. Durante el Imperio Romano, su trayectoria fue cambiada innumerables veces y se incorporaron elementos nuevos, incluyendo las imágenes de la familia real júlio-claudiana.

## Descripción

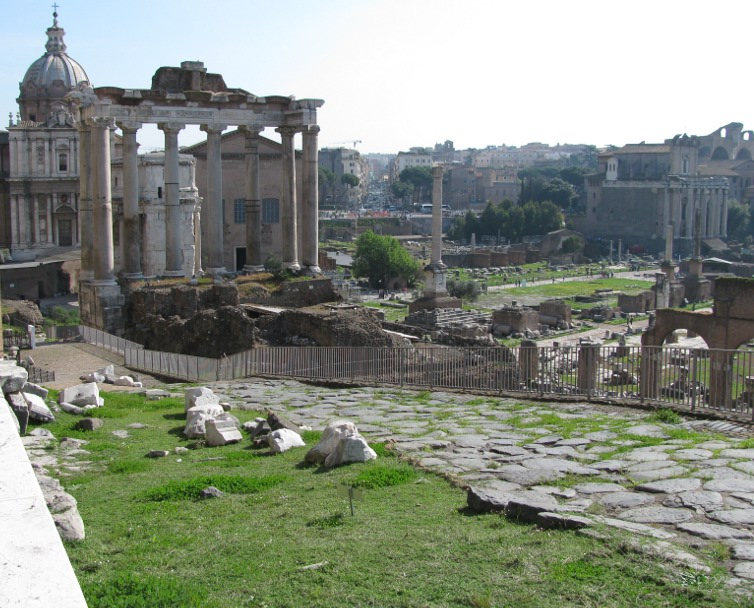
Antigua calzada pavimentada y principal acceso a la colina Capitolina denominada subida al Capitolio.

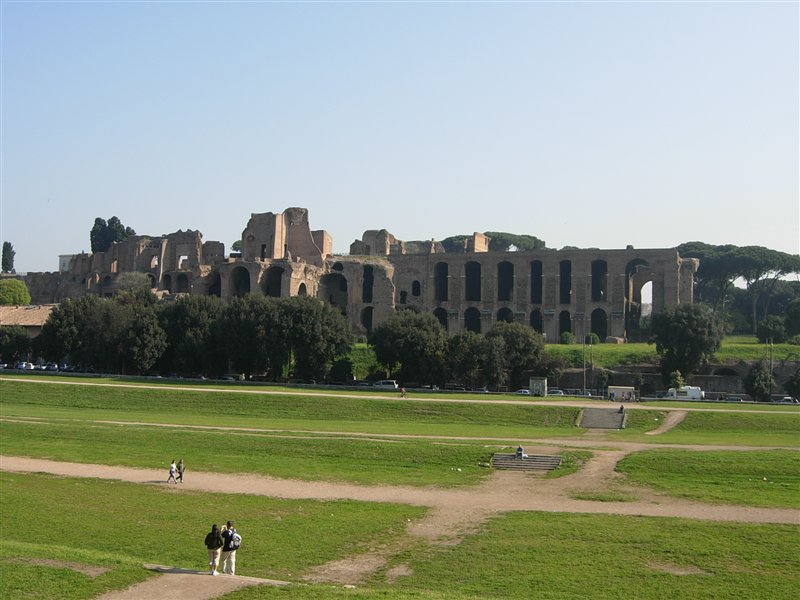
El Circo Máximo era el lugar donde se realizaban las carreras de caballos en la Antigua Roma.

La descripción más detallada de la pompa circense durante la República Romana es dada por Dionisio de Halicarnaso, basándose en su observación ocular, y por el historiador Quinto Fábio Pictor, que dijo que estaba describiendo los Juegos romanos originales; Fábio puede, sin embargo, haber sido más influenciado por lo que vio en la pompa de los Juegos Seculares en el 249 a. C. La procesión comenzaba desde el Capitolio, aunque la subida al Capitolino viniera del Foro Romano. Entonces prosiguió a lo largo del Vía Crucis y pasó a través del Vicus Tuscus hasta llegar al Circo Máximo.
La procesión fue liderada por dos muchachos de la nobleza (nobiles) caminando a caballo, seguido por chicos a pie que serían futuros infantes. Cerca de ellos parecían los cocheros y atletas que competían en los juegos. Grupos de bailarines siguieron el acompañamiento musical realizado en aulas, con un tipo de instrumento hecho con madera, y la lira. Los bailarines se dividían en dos clases por edad (hombres, jóvenes y niños). Trayendo túnicas púrpura, empuñaban espadas y pequeñas lanzas en danzas de guerra similares a los Coribantes. Los bailarines adultos también llevaban el mismo casco de bronce con "crestas y alas conspicuas".
Un coro vestido como sátiros y silenos siguió a los bailarines armados y los arremetió. Estos estaban vestidos en túnicas de lana, guirnaldas de diferentes tipos de flores y bragas de piel de cabra, con sus cabellos dispuestos fuera de la cabeza en mechones. La apariencia de los satitistas en los romanos originales es la referencia más antigua conocida de sátiros en la cultura romana. Aunque Dionisio sugiere que tanto los bailarines de guerra como los bailarines báquicos eran imitaciones de los griegos, los bailarines armados tenían el precedente romano de los sacerdotes saliares, que bailaban con espada y escudo, y el papel de los sátiros parece basarse en una costumbre adoptada de la cultura etrusca.
La procesión se concluía con hombres portando tazones dorados y perfumes, y entonces las estatuas de los dioses cargados en literas, con sus atributos ransportados separadamente en bigas o carros especiales. Estos carros eran tirados por chicos cuyas madres y padres aún estuviesen vivos. Las imágenes y exúvias estaban dispuestas en el circo, probablemente sobre la plataforma de madera llamada pulvinar.
El magistrado que presidía los juegos cabalgaba en una biga de dos caballos y postaba la tradicional vestimenta del general triunfante. De acuerdo con Theodor Mommsen, la pompa circense era simplemente una redefinición de la procesión triunfal, a la que la presentación de los juegos estaban originalmente ligados. Después de que los partidos comenzaron a ser presentados por separado del triunfo, el magistrado presidente tomó el lugar del triunfador en la parada. H. S. Versnel considera la pompa como una mezcla de elementos griegos, romanos y etruscos. Frank Bernstein argumentó que la tradición del origen etrusco es esencialmente sólida, y que los juegos del circo y sus procesiones de apertura se establecieron durante el período regio bajo los reyes etruscos como parte del culto de Júpiter.

## Durante el imperio

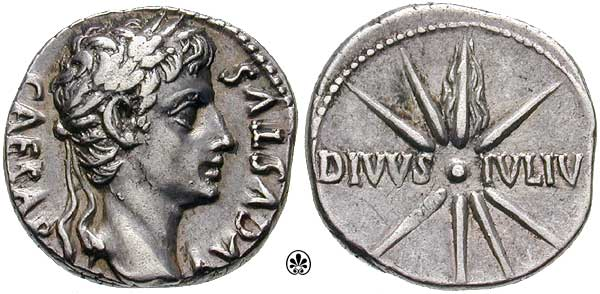
Denario acuñado ca. 18 a. C. con la efigie de Augusto (27 a. C.-14 d. C.)

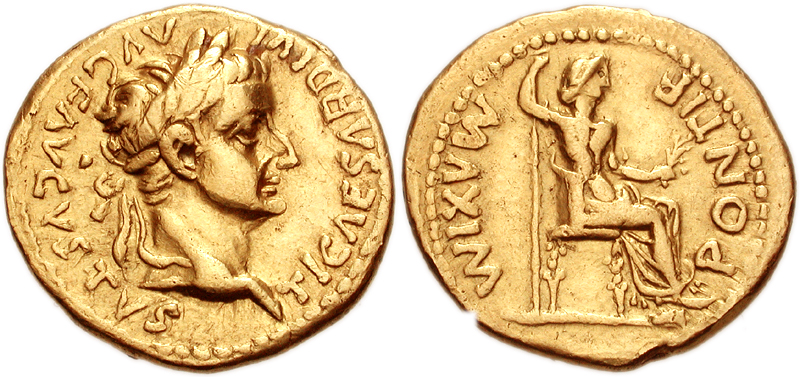
Áureo con la efigie de Tiberio (14 d. C.–37 d. C.)

La pompa circense pasó por un cambio significativo durante la dictadura de Julio César, cuando su imagen y carro se agregaron a la procesión. En los reinados de Augusto (del 27 a. C. al 14 d. C.) y Tiberio (14 d. C.-14 d. C.), otros miembros de la familia imperial fueron representados por imágenes y asientos (sellae). Entonces se volvió una costumbre en el siglo I tener las imágenes de la familia imperial junto a las de las deidades. En tiempos de Tiberio, fue incorporado a la ruta de la parada el Templo de Marte Vengador, construido por Augusto, que absorbió varias ceremonias formalmente realizadas en el Templo de Júpiter. La nueva ruta tendría que pasar al lado del Foro de Augusto.
El sacerdocio de los hermanos arvales realizó un sacrificio cuando estos Juegos Circenses se realizaban en conjunción con varias celebraciones del culto imperial. Hasta el reinado de Nerón (54 d. C.-68 d. C.), los sacrificios arvales se hicieron en el Capitolio, donde la procesión tradicional comenzó. Sin embargo, en algún momento durante el inicio del imperio, los arvales hicieron sus sacrificios en el nuevo Templo del Divino Augusto en la ocasión de los Juegos Marciales, de los Juegos Augusales y el aniversario de Augusto. En estas épocas, la procesión comenzó allí. La topografía cubierta por la ruta de la parada podía variar de acuerdo con el deseo simbólico de la ocasión.
Una ruta más tradicional de la parada fue restaurada bajo la dinastía flavia. El Capitolio fue nuevamente el foco, y los templos más explícitamente conectados a los júlio-claudianos fueron menos centrales, aunque las imágenes de la familia imperial continuó siendo exhibida. La ruta fue ampliada para pasar por el Campo de Marte en el tiempo de Domiciano (81 d. C.-96 d. C.), que construyó un gran templo para los divinizados Vespasiano (69 d. C.-79 d. C.) y Tito (79 d. C.-81 d. C.) allí. Durante el siglo II, la ruta de la pompa circense probablemente se convirtió en similar a la del triunfo. La pompa circense entonces se desarrolló como un medio altamente visible para expresar el nuevo orden político y religioso del imperio.